# ويلي أندرسون
ويلي أندرسون (بالإنجليزية: Willie Anderson)‏ (24 يناير 1947 ليفربول المملكة المتحدة - ) هو لاعب كرة قدم بريطاني.